# Mircea Bornescu
Mircea Alexandru Bornescu (Bucarest, 3 maggio 1980) è un ex calciatore rumeno, di ruolo portiere.

## Palmarès

### Club

#### Competizioni nazionali
- Coppa di Romania: 2

Petrolul Ploiești: 2012-2013
Voluntari: 2016-2017